# Back to Life (canción)
«Back to Life» es una canción de la cantante estadounidense Hailee Steinfeld. Se lanzó como un sencillo de la banda sonora de la película Bumblebee el 2 de noviembre de 2018. Steinfeld también protagoniza uno de los papeles principales (después del personaje principal, interpretado por Dylan O'Brien ) de la película.

## Antecedentes y lanzamiento
Steinfeld habló sobre la canción en una publicación en las redes sociales en octubre de 2018, diciendo que sería la primera vez que tiene su propia canción en una película que ella protagoniza. Mike Nied de Idolator señaló que esto evidentemente no es así, tomando en cuenta las canciones que grabó para Pitch Perfect 2 y 3.

## Composición
La canción ha sido llamada como un "himno electro" con "producción brillante" y "letra amada", con Steinfeld cantando "Nuestro amor es suficiente, trascendiéndonos a través del espacio y el tiempo". El coro, que contiene la línea "Porque te estoy trayendo de vuelta a la vida", se llamó "serio". Nicole Engelman de Billboard, dijo que la canción "empuja la voz de Steinfeld a la vanguardia, colocándolas sobre un ritmo irresistible cargado de sintetizador con todo el potencial de un éxito en la pista de baile".

## Presentaciones en vivo
Steinfeld presentó e interpretó la canción por primera vez en los MTV Europe Music Awards 2018, dos días después del lanzamiento de la canción.

## Posicionamiento en listas
| Listas (2018-2019)              | Mejor posición |
| ------------------------------- | -------------- |
| República Checa (Rádio Top 100) | 41             |

## Historial de lanzamiento
| País   | Fecha                  | Formato                     | Discográfica | Ref   |
| ------ | ---------------------- | --------------------------- | ------------ | ----- |
| Varios | 2 de noviembre de 2018 | Descarga digital, Streaming | Republic     | [ 2 ] |